# Sohei Kaneko
Pour les articles homonymes, voir Kaneko.
Sohei Kaneko (né le 14 novembre 1997,) est un coureur cycliste japonais. Bon rouleur, il est notamment devenu champion du Japon du contre-la-montre en 2022. 

## Palmarès et résultats

### Palmarès par année
- 2022
  -  Champion du Japon du contre-la-montre
- 2023
  - 3e du Taiwan KOM Challenge
- 2024
  -  Champion du Japon du contre-la-montre

### Classements mondiaux
| Année                                 | 2021 | 2022 | 2023  | 2024 |
| ------------------------------------- | ---- | ---- | ----- | ---- |
| Classement mondial                    | nc   | nc   | 1404e | nc   |
| UCI Asia Tour                         | 72e  | 48e  | nc    | 21e  |
|                                       |      |      |       |      |
| Légende : nc = non classéSource : UCI |      |      |       |      |